# SBB Ee 2/2
La Ee 2/2 est une ancienne locomotive de manœuvre des Chemins de fer fédéraux suisses (CFF).

## Historique
Pour remplacer les locomotives à vapeur, les locomotives de manœuvres présentent un certain nombre d'avantages, car elles sont toujours prêtes à fonctionner, elles permettent des économies de personnels (un seul agent de conduite), il y a la suppression du charbon et de l'eau, et leur entretien est plus faible.
Afin de vérifier s'il était possible de remplacer les locomotives de manœuvres à accumulateur des petites gare, les CFF ont commandé en mars 1926 à Sécheron à Genève, deux locomotives à courant monophasé de type Ee 2/2 qui ont été mises en service en mai et juin 1927 à la gare de Sion et à la gare de Langenthal.
D'une charge à l'essieu de 12.5 t., elles pouvaient tirer des trains de 300 tonnes. Le moteur est à auto-ventilation, l'air de refroidissement étant pris au haut de la cabine du mécanicien. Tous les appareils et organes servant à la manœuvre de la locomotive sont commandés mécaniquement et à la main. Le circuit d'éclairage est du courant monophasé de 36 volts, fourni par un petit transformateur connecté à la ligne électrique ou par une batterie.

## Autres Ee 2/2
Après les tests satisfaisants des deux exemplaires Ee 2/2 de 1927, les CFF ont acquis en 1929 trois nouvelles machines du type Ee 2/2, numérotées 16003 à 16005 et en 1930 trois locotracteurs Ee 2/2 supplémentaires, numérotés 16006 à 16008.